# إيرل هامنر جونيور
إيرل هامنر جونيور (بالإنجليزية: Earl Hamner Jr.) (10 يوليو 1923، مقاطعة نيلسون في الولايات المتحدة - 24 مارس 2016، لوس أنجلوس في الولايات المتحدة)؛ كاتِب، سيناريست، ممثل، منتج أفلام وروائي أمريكي. درس في جامعة سينسيناتي.

## روابط خارجية
- إيرل هامنر جونيور على موقع IMDb (الإنجليزية)
- إيرل هامنر جونيور على موقع ألو سيني (الفرنسية)
- إيرل هامنر جونيور على موقع ميوزك برينز (الإنجليزية)
- إيرل هامنر جونيور على موقع إن إن دي بي (الإنجليزية)
- إيرل هامنر جونيور على موقع قاعدة بيانات الفيلم (الإنجليزية)